# Jensen Motors

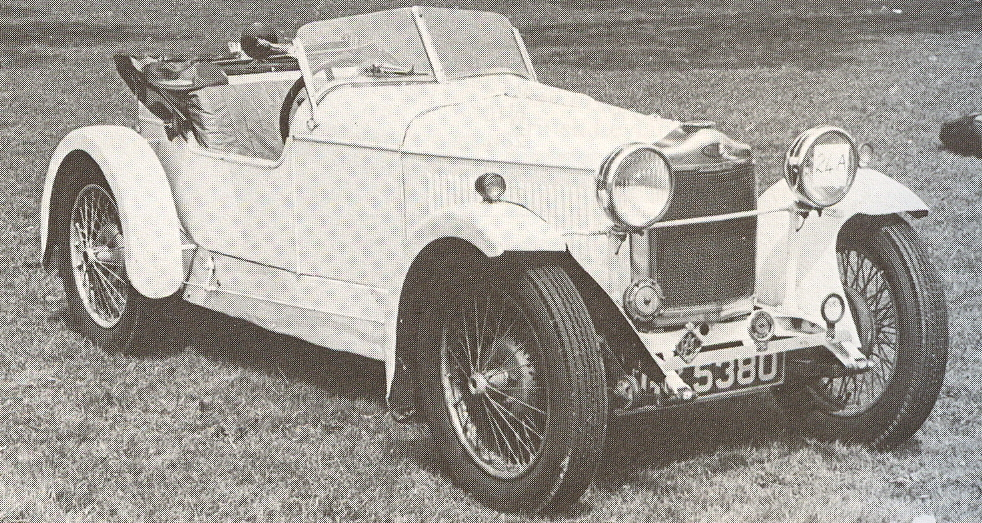
Перший Avon Special створений Аланом Дженсеном

Jensen Motors Limited — колишній британський виробник спортивних та комерційних автомобілів, що знаходився у Вест-Бромвічі, що в Англії. Компанія заснована братами Аланом та Річардом Дженсенами. У 1934 р. вони, будучи співвласниками, перейменували підприємство по виробництву кузовів та спортивних автомобілів W J Smith & Sons Limited у Jensen Motors Limited. Діяльність закінчилась ще у 1976 р. Хоч і продаж автомобілів відновлювався у 1998 р. Jensen Motors Limited остаточно зникла у 2011 р.
Jensen Motors будували спеціальні кузови для великих автовиробників та створювали автомобілі власної конструкції, використовуючи двигуни та агрегати компаній Ford, Austin та Chrysler.
Права на торгову марку Jensen були куплені разом з компанією й нетривалий час нею керували зі Спіку — передмістя Ліверпуля, у 1998—2002 рр. Під черговими власниками, у 2011 р. був представлений новий Jensen Interceptor. Планувалось перенести виробництво нової моделі на колишній завод у Браунс Лейн, що у Ковентрі.

## Брати Дженсен

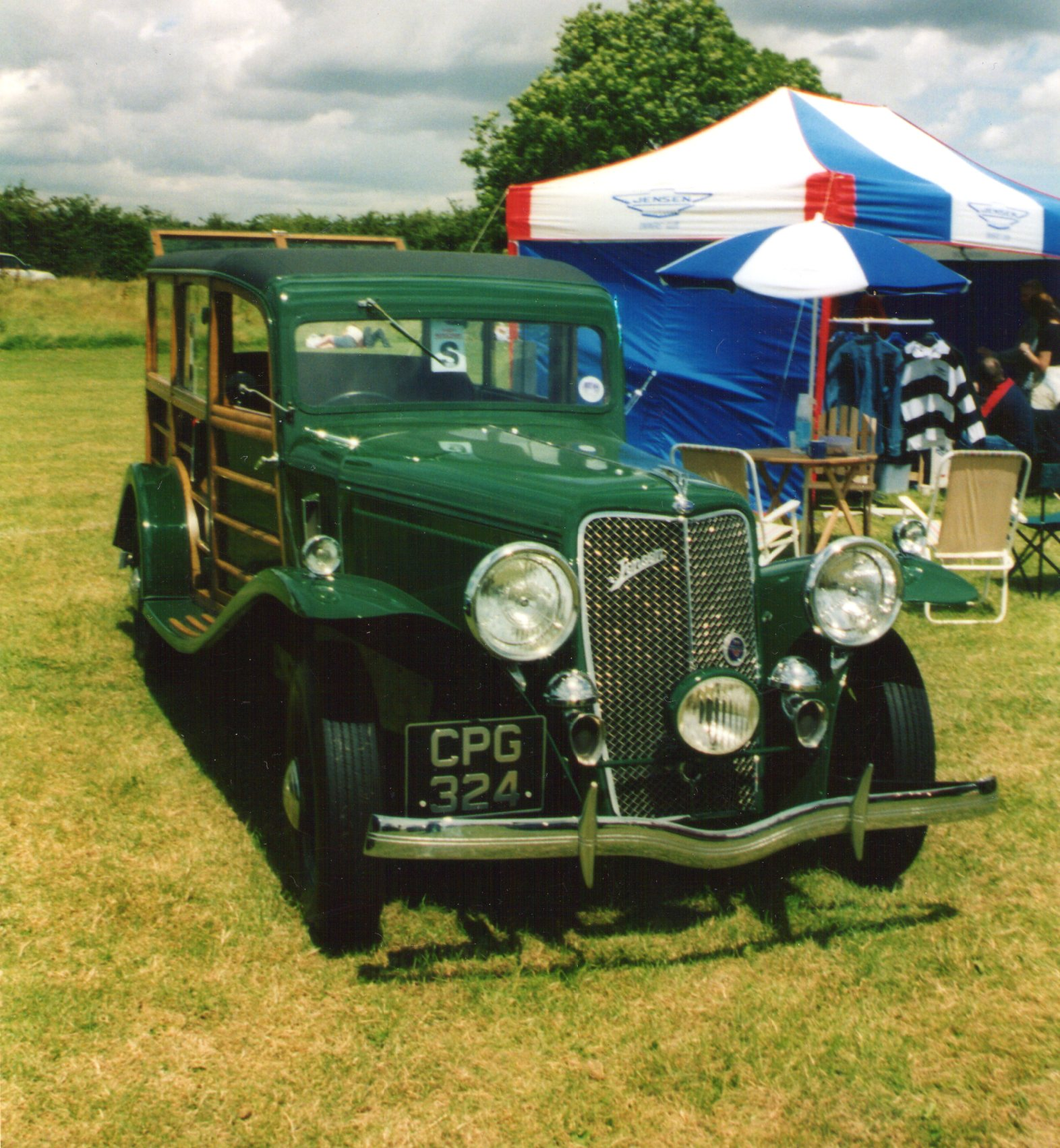
Jensen-Ford 1935 р. дводверний універсал («шутінг-брейк») з напівдерев'яним кузовом

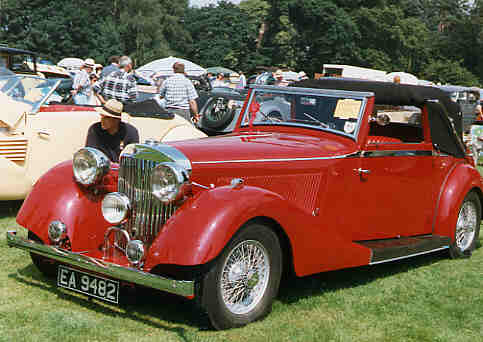
Jensen S-type 1938 р. кабріолет 3,5 л

У 1926 р. молодий Алан Дженсен (1906—1994) та його брат Річард Дженсен (1909—1977) збудували подібний до човна спортивний кузов для одного з «малят» Austin. Автомобіль побачив Альберт Герберт Уайльд (1891—1930) — головний інженер Standard Motor Company. Він переконав Алана Дженсена приєднатись до New Avon Body Co, партнера «Стендард мотор». Під егідою Уайльда Алан Дженсен створив перший відкритий двомісний «Стендард Ейвон», що виготовлявся у 1929—1933 рр. Він створив ще два автомобіля для «Ейвона» після чого перейшов разом з братом Річардом до дилерів «Остіна» Edgbaston Garage Limited, що у Боурнбруку. Будівля останнього дотепер знаходиться поряд з академмістечком Бірнінгемського університету. Edgbaston Garage, підприємство автомобільного сервісу, було куплене батьком Патріком для свого сина у 1929 р. Молодий Джо Патрік, залучений у всіх сферах автомобільного спорту налагоджував кузовобудівне підприємство. Для Edgbaston Garage брати Дженсени виготовили гарні кузова для нових тоді Wolseley Hornet та Hornet Special. Попри побоювання братів їх автомобілі розповсюджувались як Patric Special і у 1931 р. брати полишили чергову компанію. Edgbaston Garage перетворився у Patrick Motors Limited.
Брати Дженсени почали працювати на виробника вантажівок W J Smith & Sons з Картерс Грін, що у Вест-Бромвічі. Там вони знову будували кузова для малих спортивних автомобілів, включно з Wolseley Hornet Specials. Співпраця була на доволі відокремлених засадах, завдяки чому розроблені автомобілі називались на користь братів — Jensen Motors. Прізвище братів було на продукті. У 1934 р. Сміт помер, брати спромоглися придбати контрольний пакет акцій на Smith & Sons. пізніше назву W J Smith & Sons змінила Jensen Motors Limited.
Сміт представив відкриті 4-місний та 2-місний автомобілі у травні 1931 р., обидва відомі як Jensen Wolseley Hornet. Пізніше виробництво розширилось до створення нестандартних кузовів на базі серійних автомобілів деяких виробників, зокрема Morris, Singer, Standard та Wolseley. У 1934 р. компанія отримала замовлення від американського актора Кларка Гейбла на створення автомобіля на шасі Ford V-8. У результаті компанія отримала визнання і значний інтерес до своєї роботи, як і співпрацю з Ford, на виробництво моделей Jensen-Ford (з двигунами та шасі від американського виробника). У 1934 р. вони розпочали створення свого першого по-справжньому серійного автомобіля під назвою White Lady. Останній дістався виробництва у 1935 як Jensen S-type.

## Комерційні автомобілі

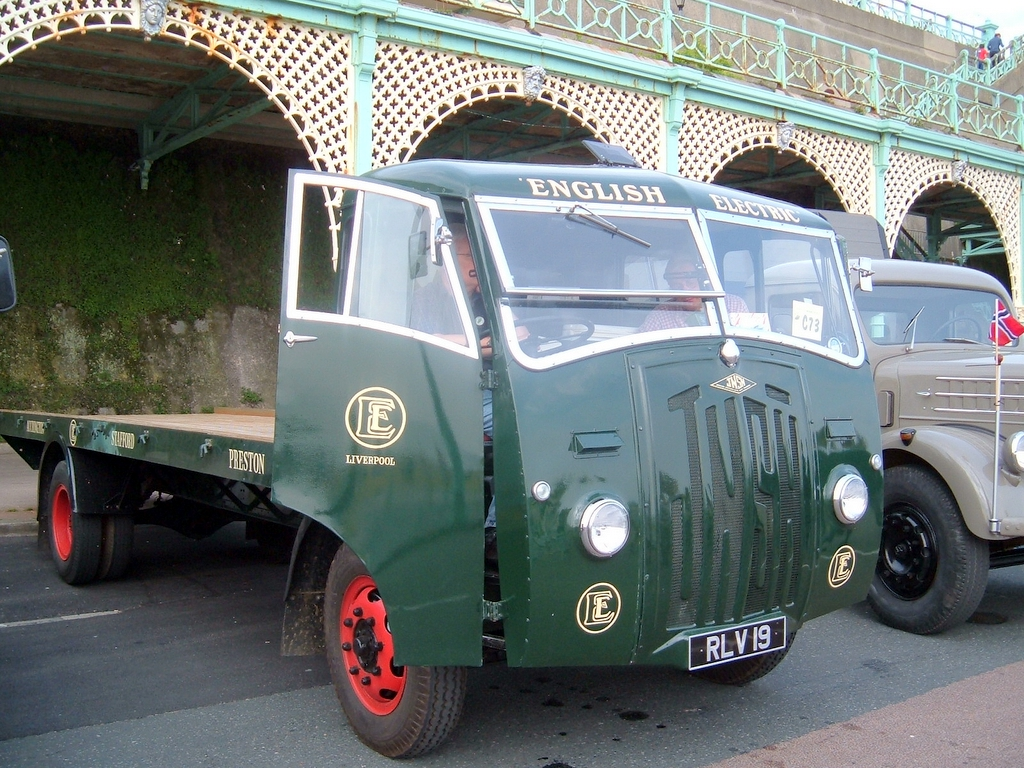
Вантажівка JNSN

У кінці 1930-их Jensen урізноманітнив виробництво вантажівками під маркою JNSN. До них входив ряд сучасних легких вантажівок для Reynolds Tube, із застосуванням необмежених алюмінієвих сплавів та пропотип сідельного тягача Jen-Tug, які потрапили у виробництво з кінця 1940-их.
Під час Другої світової війни Jensen перепрофілювались на військові потреби й виготовляли компоненти військових транспортних засобів, башти для танків, спеціальні карети швидкої допомоги та пожежні машини.
Після війни виробництво Jen-Tug процвітало й компанія стала виготовляти ряд вантажівок з дизельними двигунами та шасі під різноманітні кузова, зокрема фургон для перевезення меблів та автобус. Численні автобуси Jensen виготовлялись незалежними виробниками у 1950-их, з дизельними двигунами Perkins, коробками передач від David Brown та кузовами від численних виробників того часу, однак з характерними прорізями JNSN на передній частині, під лобовим склом. У 1950-их Jensen був обраний British Motor Corporation для створення повнопривідного Austin Gipsy. У 1958 р. вони побудували незначну кількість легких фургонів, пікапів та мікроавтобусів Jensen Tempo, німецької конструкції під ліцензією у ВБ. Невідомо чи якийсь екземпляр дійшов до наших днів.

## Спортивні автомобілі

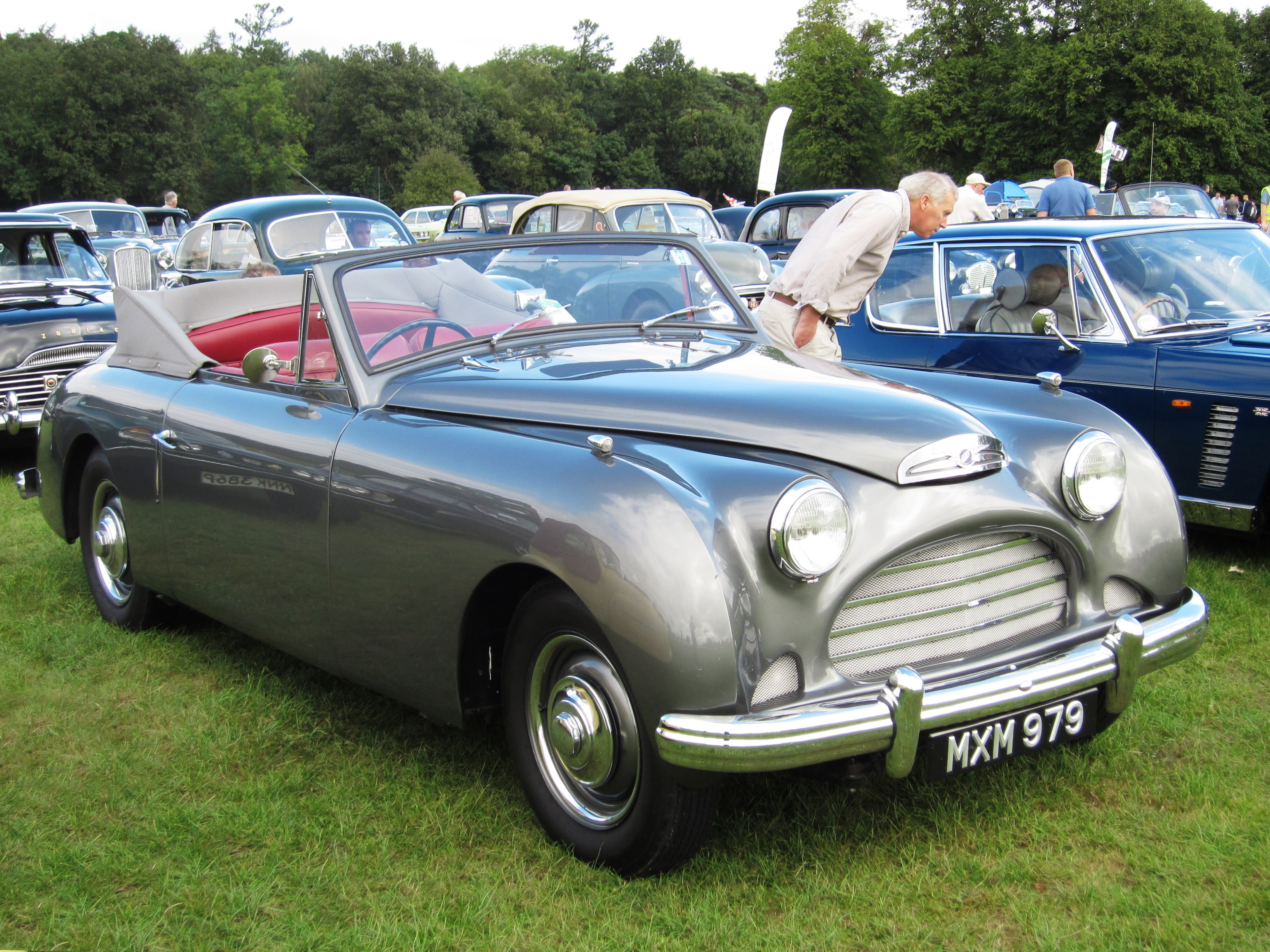
Jensen Interceptor 1952 р.

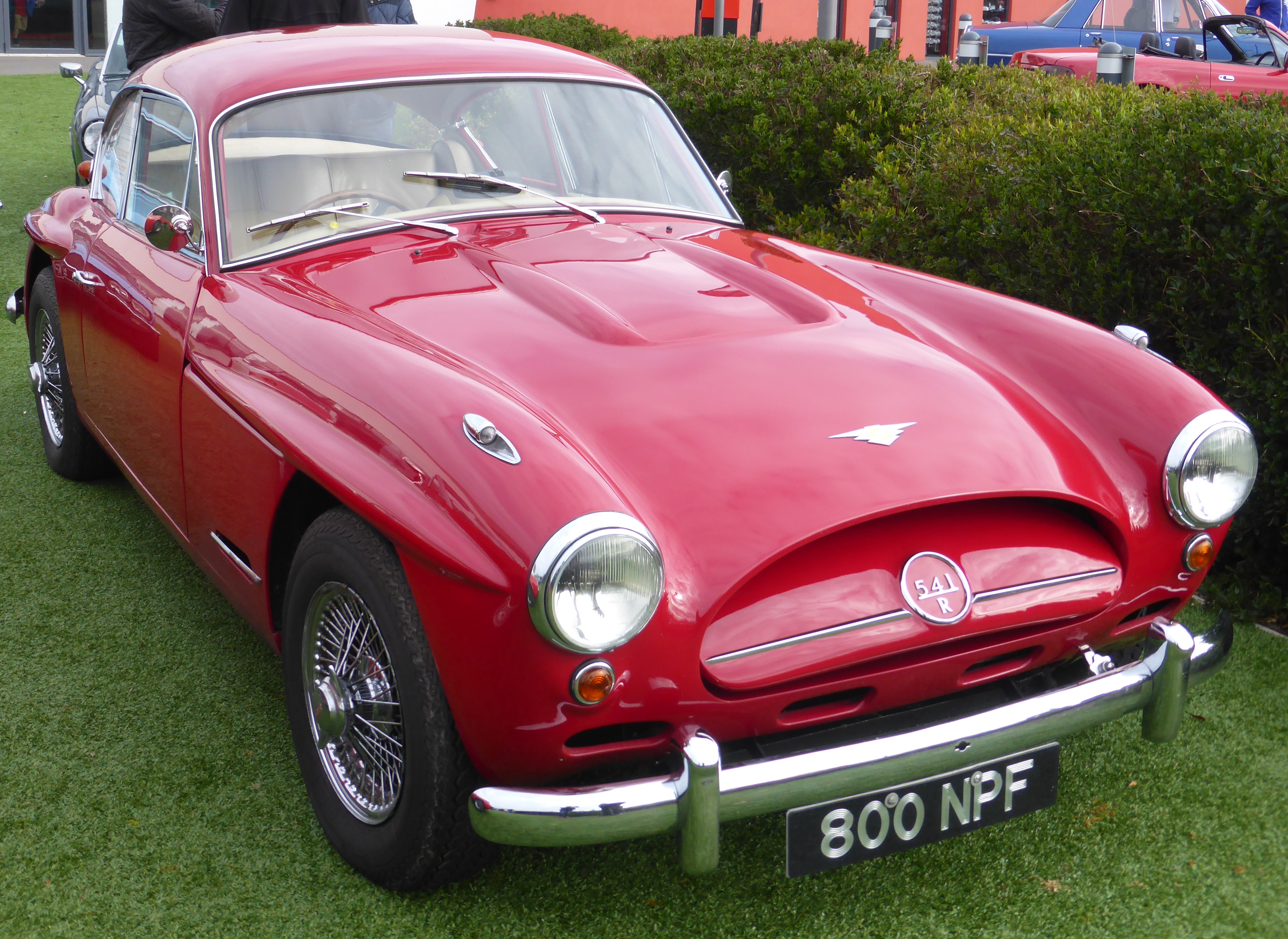
Jensen 541R 1960 р.

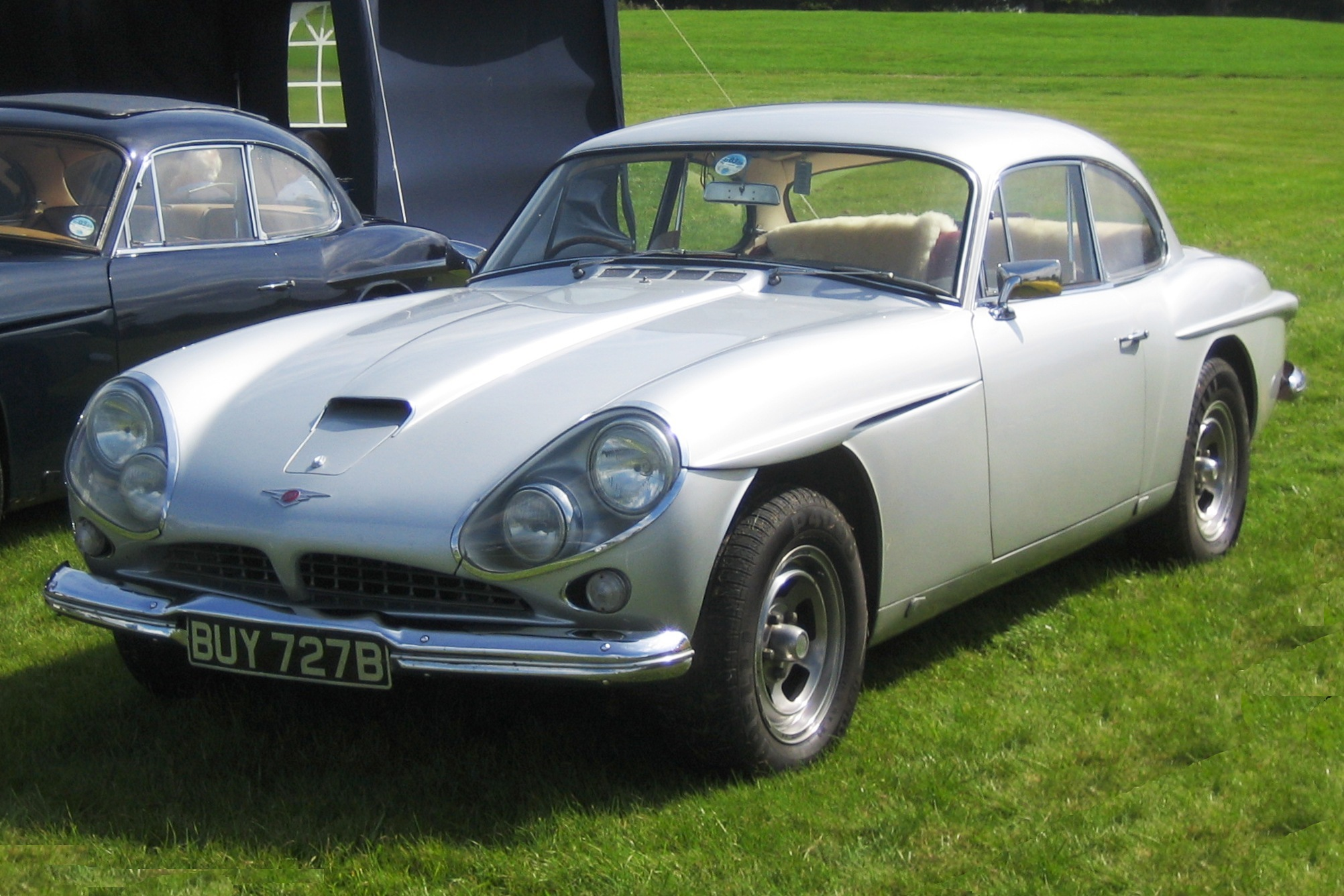
Jensen C-V8 1964 р.

Виробництво автомобілів припинилось у роки війни, однак вже у 1946 р. з'явився новий Jensen PW (представницький седан). Їх було виготовлено всього кілька через обмеження на сировину прийняні центральним плануванням уряду. Також у 1946 р. дизайнер кузовів Ерік Ніл, що працював у Wolseley приєднався до Jensen Motors. Його першим проектом стало сучасне купе під назвою Interceptor («Перехоплювач»), що виготовлялося у 1950—1957 рр.
У 1955 р. Jensen розпочали виробництво «шедевра» Еріка Ніла, моделі 541, кузов якої виконали з передового на той час матеріалу — склопластику. Замість решітки радіатора застосували незвичну, керовану водієм заслінку.
У жовтні 1962 р. модель 541S була змінена іншим творінням Ніла, моделлю С-V8, де рядний 6-циліндровий двигун Austin змінили на 8-циліндровий V-подібний агрегат Chrysler. Такий потужний двигун при відносно легкому кузові зробив Jensen одним з найшвидших 4-місних автомобілів свого часу.

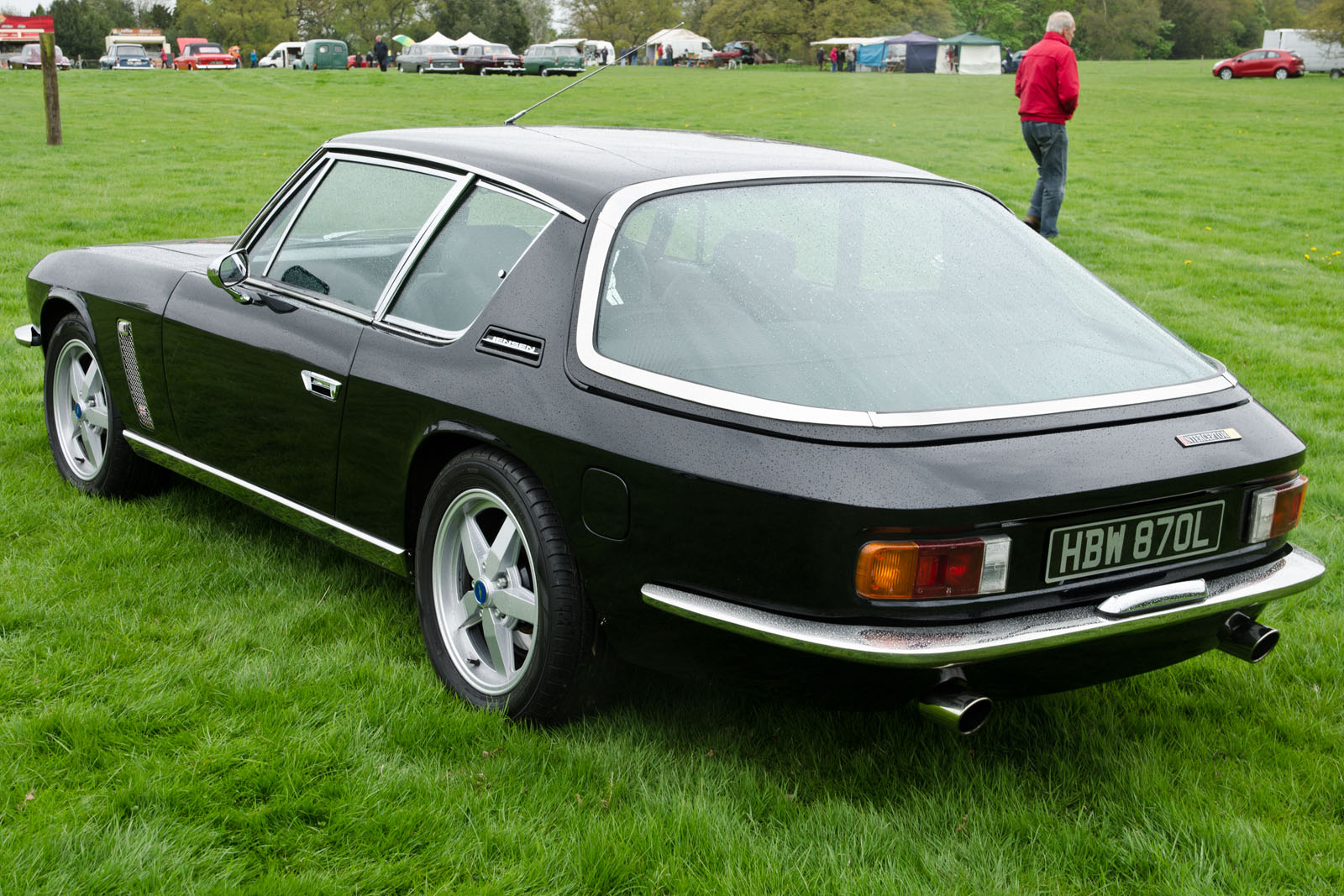
Jensen Interceptor S 1973 р. з характерним заднім склом.

Для наступника, моделі Interceptor, Jensen звернулися до італійського кузовобудівника Carozzeria Touring за дизайном кузова та за сталлю у якості матеріалу. Автомобіль був вперше представлений ще при виробництві моделі С-V8 FF у жовтні 1965 р., а потрапив у виробництво у другій половині 1966 р. Кузовні панелі були створені італійським ательє Vignale, пізніше допрацьовані Jensen. Двигун «Крайслер», що встановлювався на попередниках, мав збільшений з 6,3 до 7,2 л робочий об'єм. Interceptor («Перехоплювач») виготовляли з кузовами фастбек, кабріолет та (у рідкісних випадках) купе. Найпопулярніший фастбек мав заднє панорамне скло на кришці багажника, що робило цей Jensen раннім варіантом ліфтбека.

### FF— повний привод та АБС

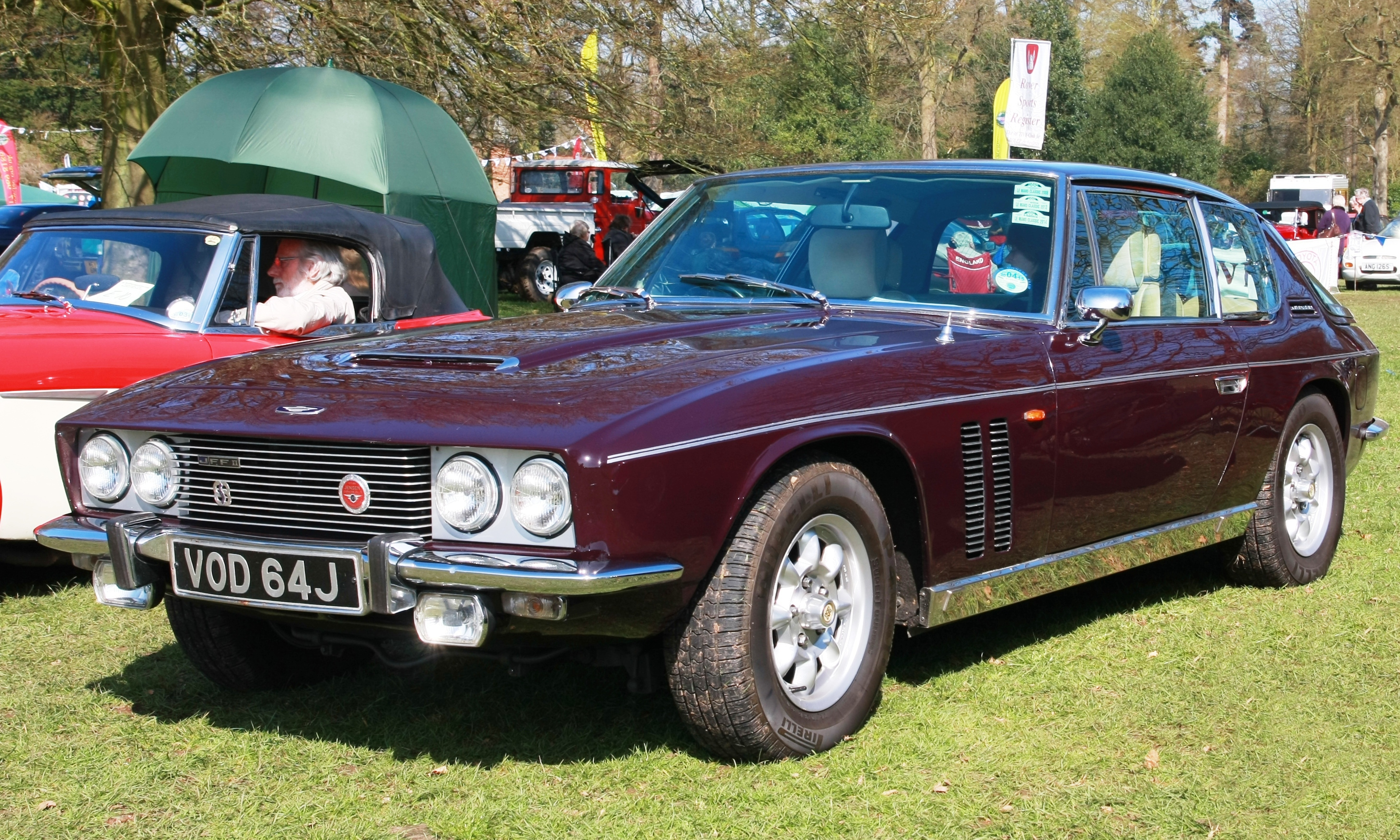
Jensen FF Mk.II

У жовтні 1964 р. на автосалоні у Earls Court представили Jensen FF обладнаний повним приводом та антиблокувальною системою гальм (хоча у лютому цього ж 1964 р. була публікація стосовно автомобіля). На наступному автосалоні у жовтні 1965 р. представили готовий до виробництва CV-8 FF, що коштував на 50 % більше за звичайний задньопривідний автомобіль та був на 3 дюйми довшим. Однак він залишився прототипом й натомість варіант на базі Interceptor — Jensen FF дістався виробництва у 1966 р. Останній візуально практично однаковий з Interceptor, хоча й має на 4 дюйми довший капот, другий ряд вентиляційних отворів за передніми колесами.
Літери у позначенні означають Ferguson Formula, систему постійного повного приводу створену компанією Ferguson Research (систему застосували вперше на легковому автомобілі).
Також автомобіль мав антиблокувальну систему гальм Dunlop Maxaret (також вперше на серійному автомобілі).
Всього 320 автомобілів моделі FF було побудовано до закінчення виробництва у 1971 р.

## Інші проєкти

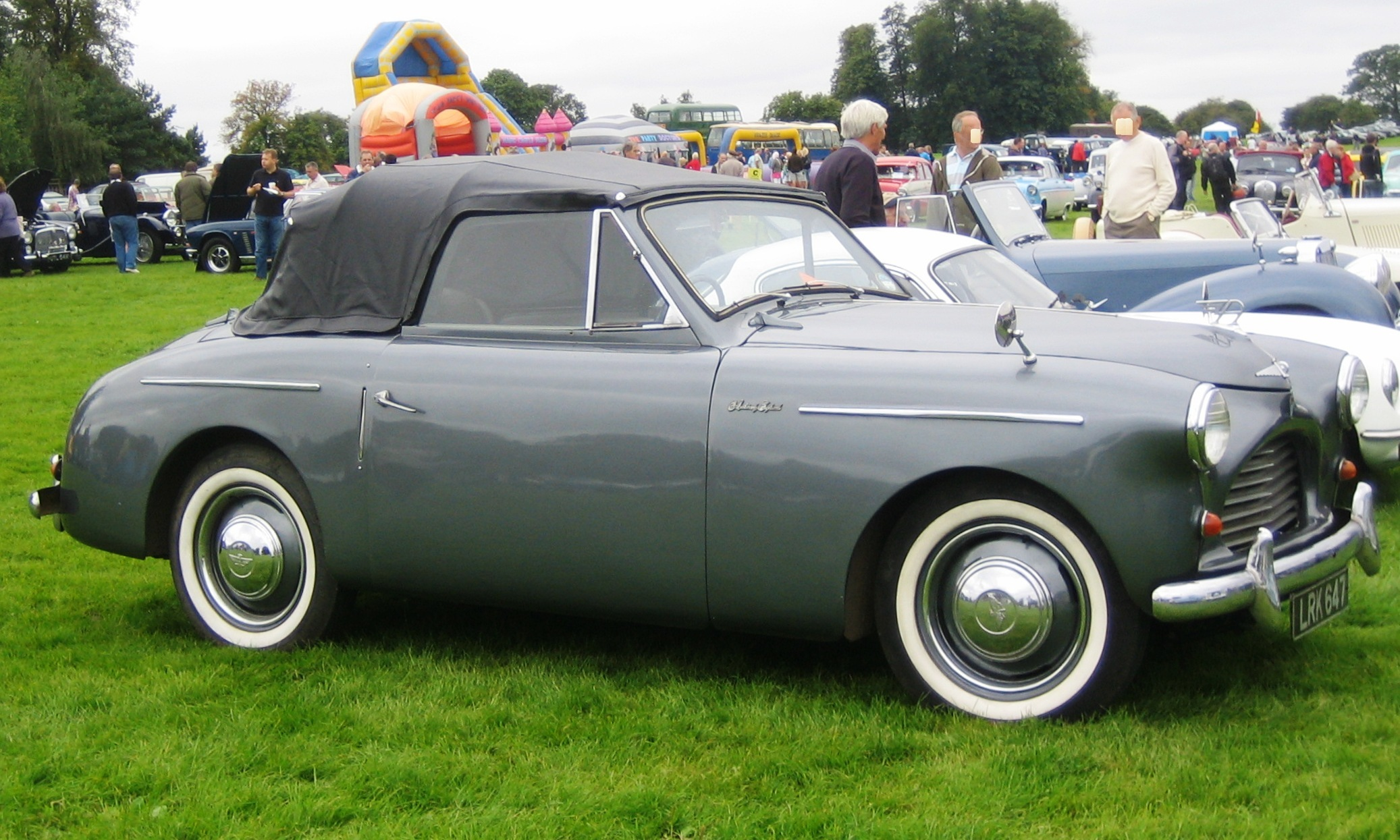
Austin A40 Sports, зразка 1951 р.

Austin A40 Sports. Один з багатьох результатів співпраці Austin та Jensen. Директор Austin Леонард Лорд побачивши модель Interceptor подав запит Jensen та їхньому дизайнеру Еріку Нілу розробити кузов під агрегати Austin A40.
У результаті у 1949 р. на Лондонському автосалоні дебютував A40 Sports з рамним шасі. Був створений дизайнером Еріком Нілом, колишнім стилістом Wolseley, що приєднався до Jensen у 1946 р. Протягом виробництва, кузова з алюмінієвого сплаву для А40 Sports, збудовані компанією Jensen транспортувались на завод «Остін» у Лонгбриджі для подальшого збирання. Модель А40 Sports планувалась як дводверний автомобіль зі спортивним нахилом і ніяк не справжній спортивний. Протягом 1951—1953 рр. було виготовлено близько 4000 автомобілів.
Austin-Healey 100. Хоч і створену компанією Jensen конструкцію спортивного автомобіля у British Motor Corporation відхилили у 1952 р. в користь дизайну від Дональда Хіллі, Jensen все ж отримали контракт на створення кузовів для Austin-Healey 100 та решту автомобілів «Великих Хіллі». У кінці 1960 р. у виробництві автомобілів Austin-Healey було зайнято близько 350 з 850 робітників заводу Jensen.
Volvo P1800. У 1960 р. Jensen виграли контракт від «Вольво» на збирання та фарбування кузовів для моделі Р1800 купе. Pressed Steel виготовляли кузовні деталі на заводі у Лінвуді, у Шотландії, поставляли їх у Вест-Бромвіч на завод Jensen, де їх фарбували та готували до продажу. Перша партія для оцінки вийшла з виробничої лінії у 1961 р. Двигуни та коробки передач поставлялись зі Швеції, задні мости з США, електросистеми з Німеччини, хоч загалом автомобіль був британським. До березня 1962 р. 1100 чоловік заводу у Вест-Бромвічі були зайняті виготовленням кузовів Austin-Healey, Volvo та автомобілів Jensen. До 1963 контракт був закінчений, передчасно, через проблеми з якістю. Через це виробництво Р1800 перенесли до Готенбургу, Швеції.
Sunbeam Tiger. На початку 1960-их Jensen були залучені до створення та виробництва Sunbeam Tiger.

## Jensen-Healey

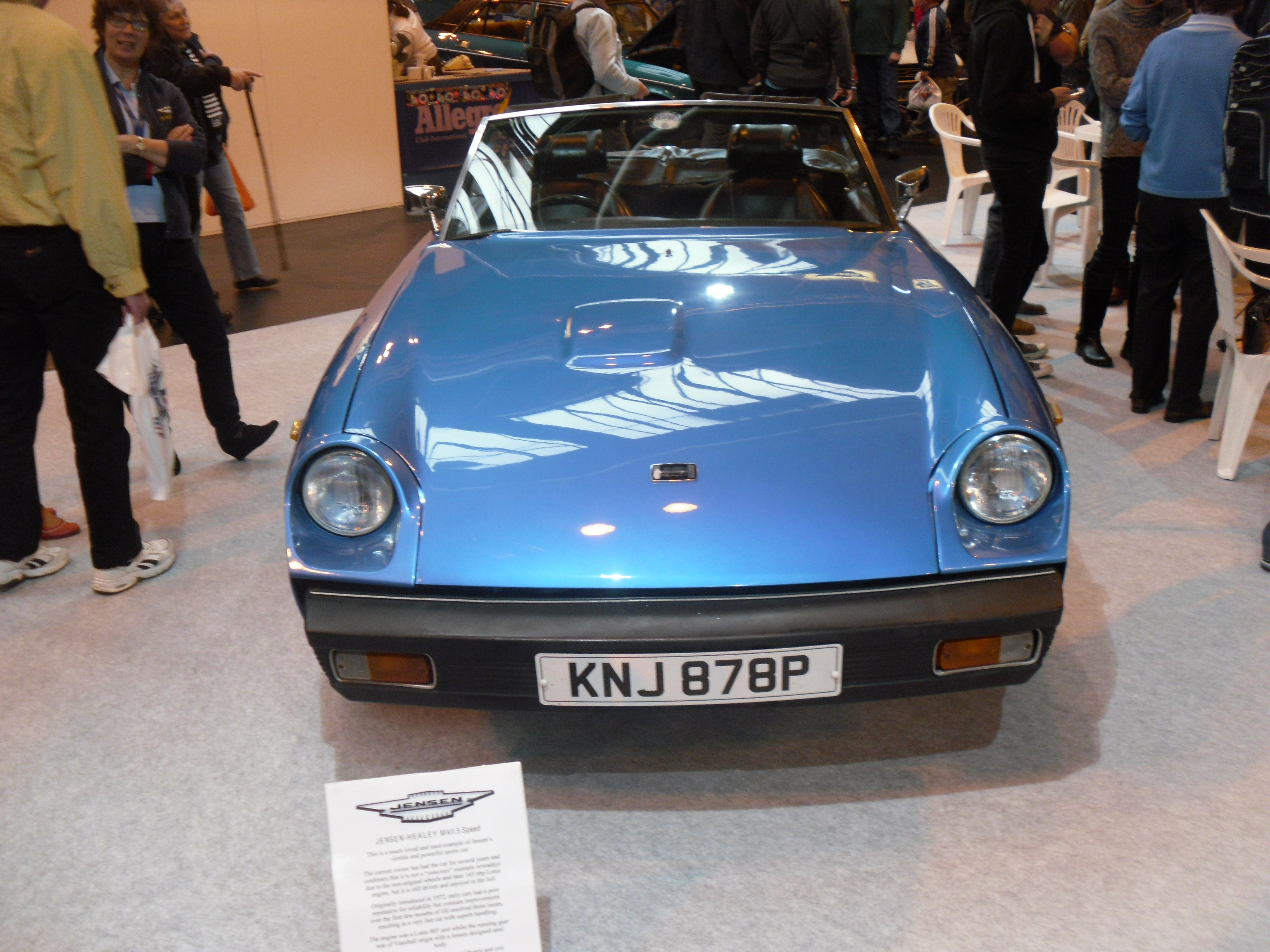
Mk II з 5-східчастою коробкою передач

У червні 1959 р. Jensen придбала індустріальна холдингова компанія Norcros Limited. У жовтні 1964 р. Алан Дженсен звільнився з посади генерального директора та заступника хоч і залишився акціонером. Річард Дженсен полишив призначення генерального директора у листопаді 1965 р. однак залишився керівником. Внаслідок суперечностей Алан та Річард Дженсени полишили акціонерне товариство у 1966 р. Річард переїхав до Мальти, а помер у Лондоні у вересні 1977 р. Алан помер у Брайтоні у 1994 р.
У вересні 1967 р. Jensen зустрілися з проблемами задоволення вимог США щодо пасивної безпеки, які входили в силу у наступному січні. Очікувались значні звільнення пов'язані з падінням попиту на Austin-Healey 3000 та Sunbeam Tiger хоч обидвох і модернізували згідно вимог. У кінці року акціонерів повідомили, що контракти стосовно Austin-Healey 3000 та Sunbeam Tiger закінчились. Американський консультант з питань менеджменту, Карл Дюер змінив виконавчого директора. Було вирішено, що з того часу Jensen Motors повністю переходить на виробництво автомобілів. У середині 1968 р., після нищівного 1967 р. Norcros вирішили продати своє автомобільне дочірнє підприємство, продукція якого «коштувала як і малі будинки». Поточне виробництво сягало 12 моделей Interceptor та FF на тиждень. Куплене підприємство було торговельним банком.
Норвезько-американський автомобільний дилер Kjell Qvale став основним акціонером у 1970 р. й привів Дональда Хілі, що став керівником у квітні того ж 1970 р. та виконавчим керівником у травні. У березні 1972 р. з'явилась можливість представити новий Jensen-Healey. До кінця травня наступного року було виготовлено 3356 нових автомобілів, однак потужності заводу не вистачило, щоб задовольнити покупців й рівні продажів були посередніми.
У жовтні 1974 р. Кжел Квейл призначив себе на пост виконавчого директора та голови правління. Виробництво скоротили з 25 до 12 автомобілів на тиждень, щоб справитись з продажами. У липні 1975 р. був представлений Jensen GT, варіант Jensen-Healey з кузовом купе чи універсал. Хоча майбутнє підприємства стояло перед загрозою, що означала скорочення 700 робітників — двох третіх від загальної кількості.
Реципієнт був призначений Банком Америки у вересні. Кжел Квейл підкреслив внесок профспілок у крах підприємства. Фінансові експерти зазначали, що у своїх спробах виготовляти малі спортивні автомобілі Квел встановив об'єми виробництва, що не задовольняли ринок. Порожні приміщення заводів продали на аукціонах у середині серпня 1976 р.
На уламках Jensen Motors були створені дві нові компанії: Jensen Special Products (JSP) та Jensen Parts & Service Limited (JP&S). JSP являла собою підприємство по розробці автомобілів. JP&S забезпечували запчастинами та сервісом наявні автомобілі Jensen. Пізніше JP&S повернулась до компанії під назвою International Motors, що отримала франшизу у ВБ на Subaru, Maserati та Hyundai з 1982 р. Обидві компанії, як JSP так і JP&S були куплені холдинговою компанією Britcar Holdings. У 1982 р. JP&S, з правами користування брендом Jensen, була продана Яну Офорду, котрий повернув Interceptor назад до виробництва під назвою Mk IV.
Запчастини Jensen та сервіс були перейменовані у Jensen Cars Limited й приблизно 11 автомобілів виготовляли кожнен місяць протягом 1980-их, завжди у малих кількостях, до того часу як компанія була продана Unicorn Holdings of Stockport й Mk V Interceptor пропонувався й ніколи не був реалізований.

## Спроби відродження

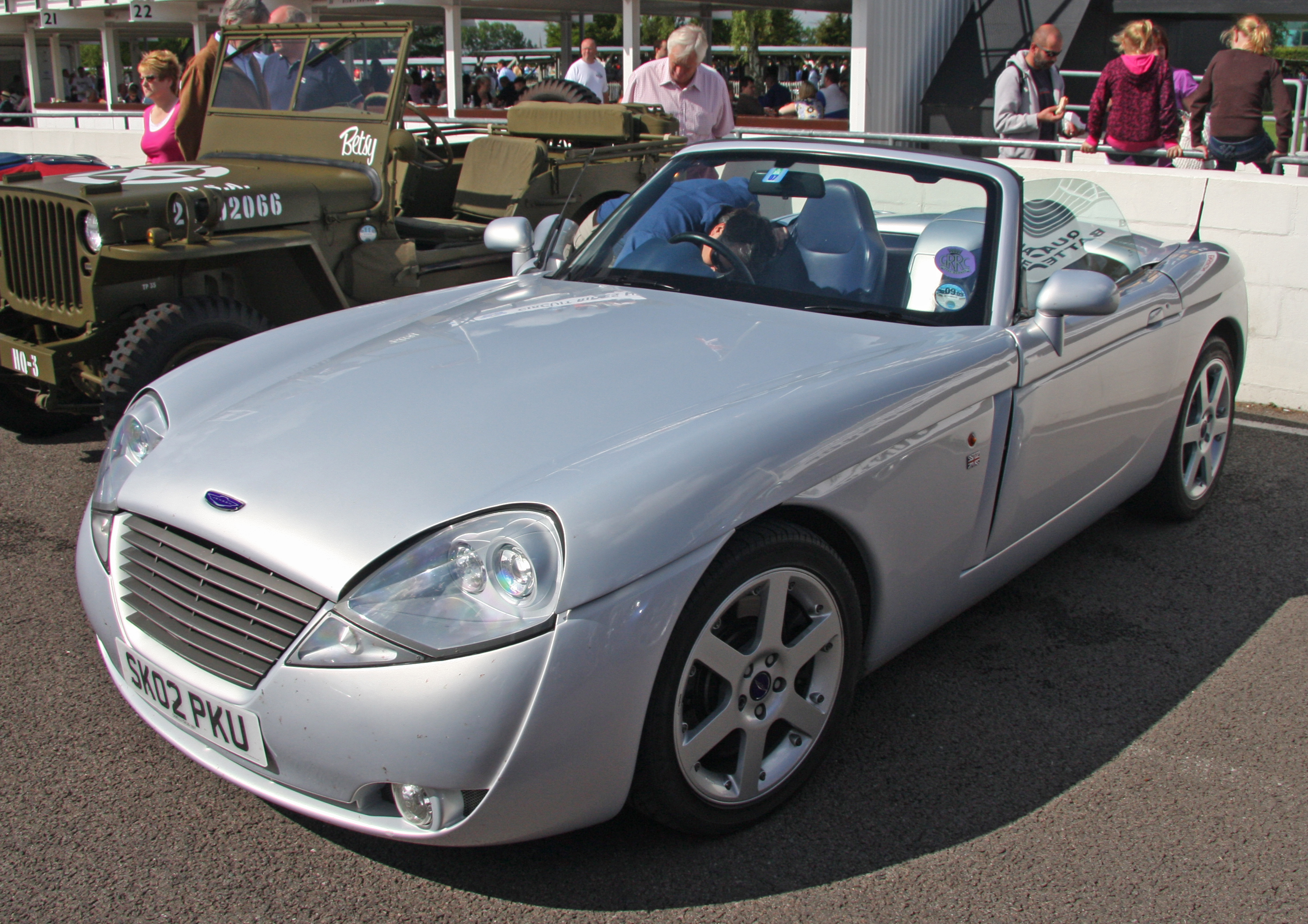
Jensen S-V8

У 2001 р. марку відродили. Однак проіснувала вона недовго: виробництво моделі S-V8 вартістю 40 тис. фунтів припинили у 2002 р.
Після інвестицій величиною у 10 млн фунтів, зокрема від Міської ради Ліверпуля та Департаменту торгівлі та промисловості, на Британському міжнародному автосалоні у 1998 р. з'явився Jensen S-V8. Попри передоплату за 300 автомобілів, плановану ціну в 40 тис. фунтів за одиницю, у жовтні 1999 р. підтвердились тільки 110 замовлень
Новий завод у передмісті Ліверпуля Спіку розпочав виробництво у серпні 2001 р. Однак через проблеми виробництво припинилось після виконання всього 20 автомобілів повністю і 18 незакінчених. У червні 2002 компанія перейшла під тимчасову адміністрацію. Назва Jensen та частково закінчені автомобілі були продані SV Automotive of Carterton, що у Оксфордширі у 2003, що вирішили закінчити 12 автомобілів, а решту перетворити у запчастини, продаючи їх за 38070 фунтів.

### Jensen International Automotive
У квітні 2010 р. була заснована компанія Jensen International Automotive (JIA). Підприємство займалось купівлею старих Jensen'ів та їх продажом після повної реставрації, з новими двигунами та оздобленнями салону.
У вересні 2011 р. СРР, спеціалізований виробник спортивних автомобілів заявив про намір створити новий Jensen, сподіваючись його продавати десь з 2014 р. Новий Interceptor мав шасі та кузов з алюмінієвого справу, «відображаючи компонування оригінального 4-місного гранд туризмо», відповідно до офіційного прес-релізу.

### Група Jensen
25 лютого 2015 р. Autocar публікував статтю про офіційне відродження назви Jensen у 2016 р. на двох моделях автомобілів. Перша модель представлена в глині у тій самій статті, відображала Jensen GT. Автомобіль мав виготовлятись під замовлення та коштувати близько 350 тис. фунтів чи близько 408 тис. євро поза ВБ. Також у 2016 р. Jensen сподівались запустити наступника відомому Interceptor, під назвою Interceptor 2. Ці оголошення про відродження суттєво відрізнялись від тих, про які заявляли СРР у 2011 р. й були «офіційно санкціоновані» компанією, що вела проект, «The Jensen Group», що за своїми словами встановила повну власність над маркою Jensen. Проміжний Jensen GT буде виготовлятись за згодою між Jensen Group та Jensen International Automotive, малою британською компанією, що будує модифіковані Interceptor R моделі.

## Автомобілі Jensen
- Jensen S-type (1936—1941)
- Jensen H-type (1938—1945)
- Jensen PW (1946—1952)
- Jensen Interceptor (1950—1957)
- Jensen 541 (1954—1959)
- Jensen 541R (1957—1960)
- Jensen 541S (1960—1963)
- Jensen C-V8 (1962—1966)
- Jensen P66 (1965 прототип)
- Jensen Interceptor (1966—1976)
- Jensen FF (1966—1971)
- Jensen SP (1971—1973)
- Jensen-Healey (1972—1975)
- Jensen GT (1975—1976)
- Jensen S-V8 (2001)